# اسکله باستانی بندر لافت
 اسکله باستانی بندر لافت  واقع در بندر تاریخی لافت در جزیره قشم از بخش مرکزی شهرستان قشم و از نقاط دیدنی استان هرمزگان در جنوب ایران است.
در بندر لافت آثاراسکله‌ای وجود دارد که به دوران مادها، هخامنشیان و ساسانیان مربوط است. طول این اسکله ۱۳۰ متر و ضخامت اصلی کف آن ۷ متر و دیوارهای روی اسکله ۳ متر می‌باشد که باسنگهای لبه دار ساخته شده‌است.

## منبع
- زنده دل، دستیاران، حسن. (مجموعه کتابهای راهنمای جامع ایرانگردی استان هرمزکان)  ج۱. چاپ وانتشار سال ۱۹۹۸ میلادی.